# CPR-Klasse T1
Die Selkirk-Lokomotiven wurden von der Canadian Pacific Railway (CPR) für die Strecke durch das Selkirkgebirge in den Rocky Mountains beschafft, wovon sich der Name ableitet. Die Selkirks waren die größten Dampflokomotiven Kanadas. Die Texas-Lokomotiven hatten die Achsfolge 1’E2’, das heißt eine führende Laufachse, fünf Kuppelachsen und ein nachlaufenden Drehgestell. Die CPR beschaffte in drei Serien insgesamt 36 Lokomotiven, alle wurden von den Montreal Locomotive Works (MLW) in der Provinz Québec gebaut.
| Unterklasse | Nummer    | Anzahl | Baujahr | Fabriknummer |
| ----------- | --------- | ------ | ------- | ------------ |
| T1a         | 5900–5919 | 20     | 1928    | 67921–67940  |
| T1b         | 5920–5929 | 10     | 1938    | 69110–69119  |
| T1c         | 5930–5935 | 6      | 1949    | 76221–76226  |

## Einsatz
Diese leistungsstarken ölgefeuerten Universallokomotiven wurden vor Reisezügen und Güterzügen auf der CPR-Strecke von Calgary durch die Rocky Mountains, über den Kicking Horse Pass und die steilen Rampen des Big Hill, nach Revelstoke eingesetzt. Trotz der Größe hatten die Lokomotiven gute Laufeigenschaften, die einzig von der Royal Hudsons übertroffen wurden.
Nachdem in den 1950er-Jahren Diesellokomotiven auf der Rocky Mountains-Strecke Einzug hielten, wurden die Selkirks auf die Brooks- und Maple Creek-Subdivision versetzt. Auf der Brook-Subdivision fuhren sie auf der Strecke von Calgary ostwärts nach Swift Current, bei der Maple Creek-Subdivision von Calgary nordwärts nach Edmonton. 1957 wurde die Höchstgeschwindigkeit von 105 km/h auf 80 km/h herabgesetzt.

### Hochdrucklokomotive Nr. 8000
Ende der 1930er-Jahre wurde die Hochdrucklokomotive Nr. 8000 auf der Basis der Selkirk-Lokomotiven gebaut. Dieser einzigen Lokomotive der Klasse T4a war kein Erfolg beschieden. Sie wurde nach vier Jahren Probeeinsatz verschrottet.

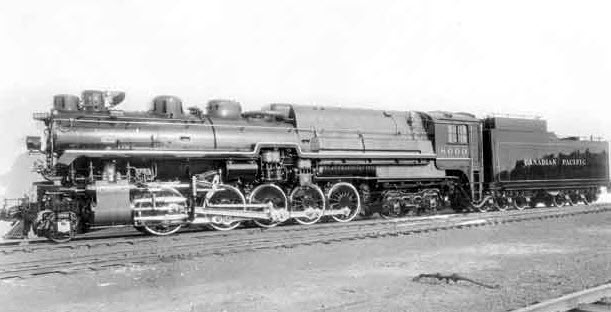
Aus der Selkirk-Klasse abgeleitete Hochdrucklokomotive Nr. 8000 der CPR-Klasse T4a